# 700-talet (decennium)

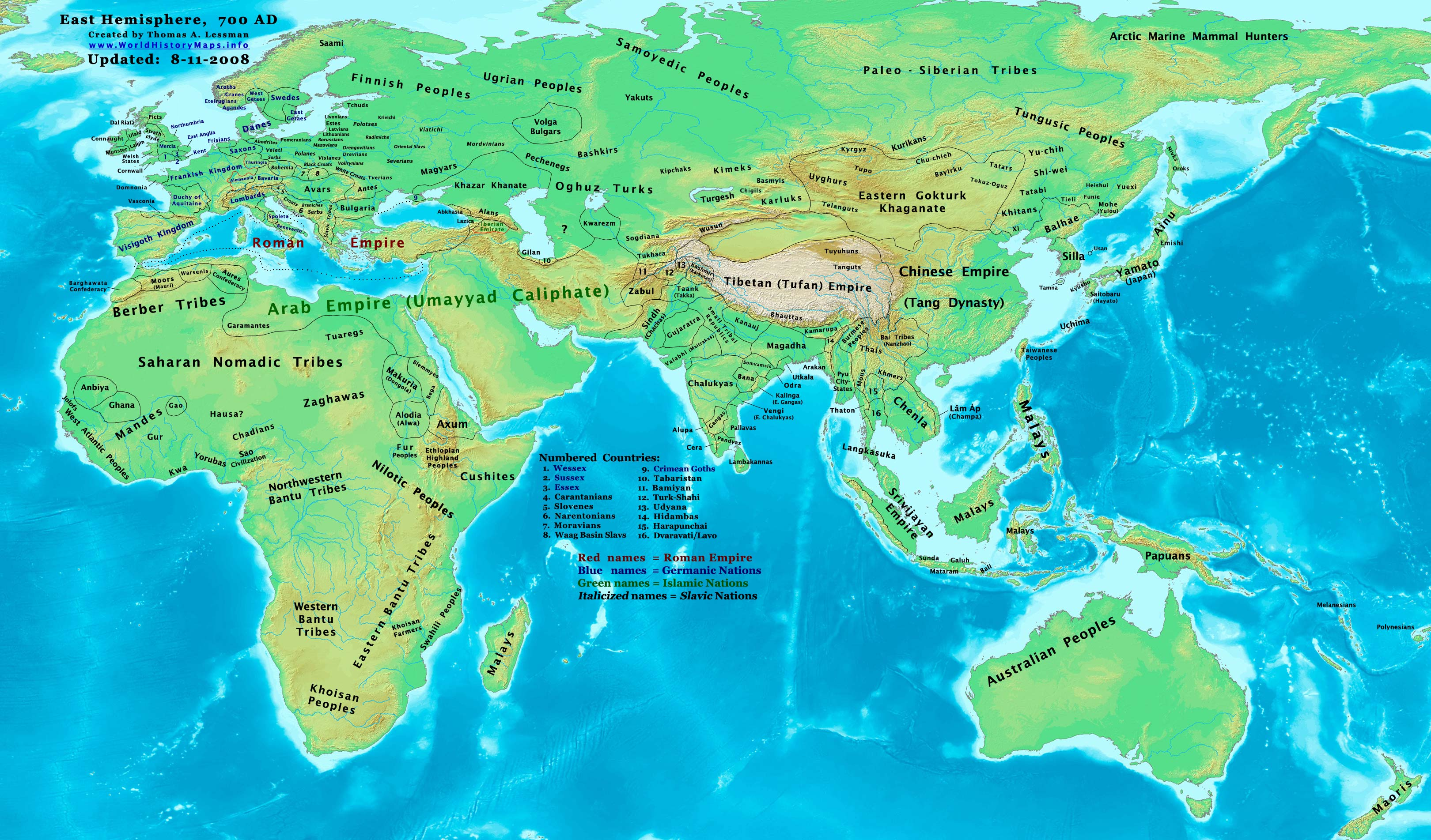
Östra halvklotet under 700-talet

Decenniet 700-talet ägde rum mellan den 1 januari 700 och 31 december 709, och var seklet 700-talets första decennium.

## Händelser
- 700 – Mount Edziza har ett utbrott.
- 700 – Beverley Grammar School grundas.
- 20 februari 705 – Statskupp i Kina.
- 29 augusti 708 – Kopparmynt präglas i Japan för första gången.
- 709 – En storm separerar Kanalöarna Jethou och Herm.
- 799 – Belägringen av Trsat

## Födda
- 701
  - Li Bai, kinesisk poet
  - Sergius I, påve och helgon

## Avlidna
- 700 - Asparuch, Bulgariens förste härskare
- 705
  - Abd al-Malik, byggde Klippdomen i Jerusalem
  - Johannes VI, påve
  - Leontios, bysantinsk kejsare
  - Tiberios III, bysantinsk kejsare
  - Wu Zetian, kinesisk kejsarinna
- 707 - Johannes VII, påve
- 708 - Sisinnius, påve